# 多花泡花树
多花泡花树（学名：Meliosma myriantha）为清风藤科泡花树属下的一个种。